# Австралійський скотар
Австралі́йський скотар, або австралійський собака-скотар (анг. Australian Cattle Dog) — порода собак, виведена в Австралії.

## Історія породи

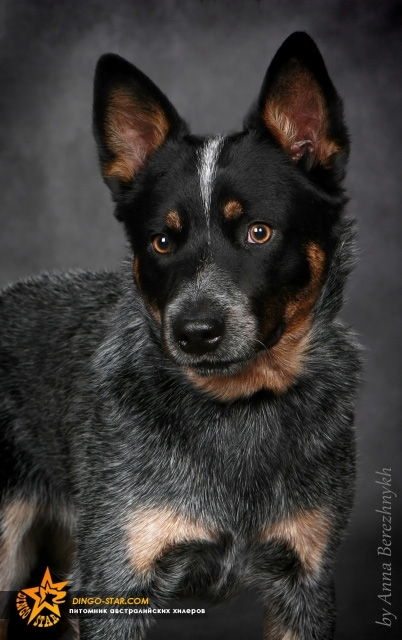
Австралійський скотар

Порода виведена в Австралії спеціально, щоб працювати зі стадами дикої худоби. Вона була отримана в результаті схрещування таких порід, як гладкошерстий високогірний колі, дінго, далматин і австралійський келпі. Робота над виведенням австралійських скотарів почалася в середині і тривала до кінця 1800-х років, маючи на меті надати до послуг скотарів витривалу собаку, здатну вижити в суворих умовах сільської місцевості.

## Опис породи
Невтомний працівник і здібний, уважний компаньйон — основні якості даної породи. У австралійських скотарів щільна і пряма шерсть з краплистим забарвленням. Велика частина щенят взагалі народжуються білими, але в міру зростання колір шерсті темніє. Австралійських скотарів нерідко звуть блакитними хілерами — на згадку про неіснуючу нині породу собак, яким було властиве кусати життя за ноги.

### Розміри
зріст 43-51 см, вага 16-20 кг

### Забарвлення
У австралійських скотарів щільна і пряма шерсть з краплистим забарвленням. Велика частина щенят взагалі народжуються білими, але в міру зростання колір шерсті темніє.

### Здоров'я
Блакитні хілери схильні вродженої глухоти

### Переваги
Австралійський скотар — чудовий працівник. Вона безоглядно дарує свою любов, але також любить бути оточеною увагою. Ці собаки — природжені захисники, що відрізняються беззаперечним послухом, оскільки прагнуть догодити господареві. Вони швидко засвоюють нові навички.